# Дислам, Виам
Виам Дислам (араб. وئام ديسلام‎, род. 22 октября 1987, Рабат) — марокканская тхэквондистка, участница 2012 года, знаменосец команды Марокко на Церемонии открытия летних Олимпийских игр 2012.

## Карьера
На Олимпиаде в 2012 году приняла участие в соревнованиях в весовой категории свыше 67 кг. В первом же круге уступила кубинке Гленис Эрнандес (0—1).